# Phyllonorycter viburnella
Espèce
Phyllonorycter viburnella est une espèce nord-américaine de lépidoptères (papillons) de la famille des Gracillariidae.

## Répartition
On trouve Phyllonorycter viburnella au Canada (Québec) et aux États-Unis (Connecticut et Ohio).

## Écologie
Les chenilles consomment les plantes du genre Viburnum, notamment Viburnum dentatum (en) et Viburnum recognitum (sv). Elles minent les feuilles de leur plante hôte. La mine a une forme allongée occupant l'espace entre deux veines. Les rides de l'épiderme inférieur rapprochent presque les veines.